# Prealpi Slovene occidentali
Le Prealpi Slovene occidentali (in sloveno Zahodne Slovenske Predalpe - dette anche Prealpi Giulie Orientali) sono un gruppo montuoso appartenente alle Prealpi Slovene.
Si trovano in Slovenia ad ovest di Lubiana.
La montagna più alta è il Porezen (1.630 m).

## Classificazione
Secondo la Partizione delle Alpi le Prealpi Slovene occidentali erano parte dell'ampia sezione n. 20: Alpi Giulie.
Secondo l'AVE corrispondono alla parte sud-est del 58 gruppo denominato Alpi Giulie.
La SOIUSA, maggiormente attenta alla moderna letteratura, le inserisce nella sezione delle Prealpi Slovene ed attribuisce loro la seguente classificazione:
- Grande parte = Alpi Orientali
- Grande settore = Alpi Sud-orientali
- Sezione = Prealpi Slovene
- Sottosezione = Prealpi Slovene occidentali
- Codice = II/C-36.I

## Collocazione
Si trovano a sud-est delle Alpi Giulie (da queste separate dal Golo Brdo e dal Passo di Collepietro) e ad ovest di Lubiana. A sud la Sella di Godovič le separa dalle Alpi Dinariche. A nord-est sono contornate dalla valle della Sava.

## Suddivisione
Secondo la SOIUSA si suddividono in un supergruppo e tre gruppi:
- Catena Škofjeloško-Cerkljansko-Polhograjsko-Rovtarsko (A)
  - Monti di Škofja Loka e di Cerkno (A.1)
  - Monti di Rovte (A.2)
  - Monti di Polhov Gradec (A.3)[2]

## Montagne

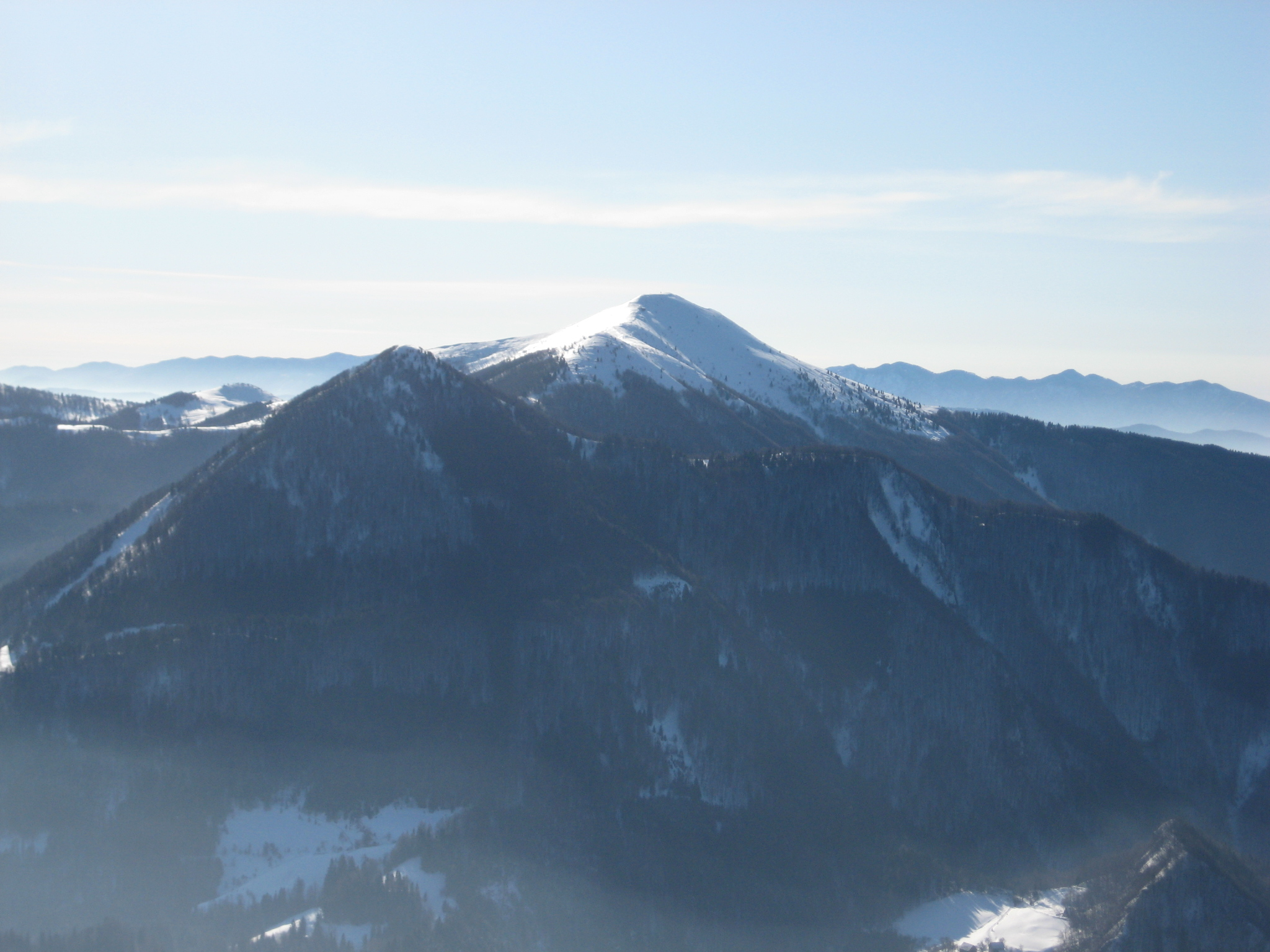
Il Porezen.

- Porezen - 1630 m
- Kopa - 1360 m
- Stari Vrh - 1217 m